# ModNation Racers
ModNation Racers is een racespel van United Front Games voor de PlayStation 3 en PlayStation Portable. User-generated content is een centraal aspect van de game. De speler heeft de mogelijkheid om onder andere personages en racecircuits zelf te ontwerpen, te gebruiken en online te delen. "Play, Create, Share." is de toegevoegde spreuk achter het spel, deze spreuk werd ook gebruikt bij LittleBigPlanet.
Het is voor de PlayStation 3 uitgebracht op 25 mei 2010 in de Verenigde Staten en in Europa op 19 mei 2010.